# Donji Fodrovec
Donji Fodrovec je naselje u Hrvatskoj u sastavu općine Svetog Petra Orehovca. Nalazi se u Koprivničko-križevačkoj županiji. 

## Zemljopis
Sjeverozapadno su Mokrice Miholečke, Fodrovec Riječki, Brezje Miholečko i Kusijevec, sjeveroistočno su Selnica Miholečka, Gorica Miholečka, Miholec, istočno su rijeka i Brežani, jugoistočno su Ferežani, jezero, Kapela Ravenska, Sela Ravenska, jugozapadno je Zaistovec.

## Stanovništvo
| broj stanovnika | 170   | 248   | 247   | 264   | 286   | 317   | 315   | 299   | 299   | 274   | 281   | 267   | 256   | 206   | 193   | 175   | 156   |
|                 | 1857. | 1869. | 1880. | 1890. | 1900. | 1910. | 1921. | 1931. | 1948. | 1953. | 1961. | 1971. | 1981. | 1991. | 2001. | 2011. | 2021. |